# Copa Davis de 1998
A Copa Davis de 1998, foi a 87ª edição da principal competição do tênis masculino. No grupo mundial, 16 equipes disputaram a competição, que terminou no dia 6 de dezembro de 1998. No total, 131 times participaram do torneio.

## Grupo Mundial
| Equipes Participantes | Equipes Participantes | Equipes Participantes | Equipes Participantes |
| África do Sul         | Alemanha              | Austrália             | Bélgica               |
| Brasil                | Eslováquia            | Espanha               | Estados Unidos        |
| Índia                 | Itália                | Países Baixos         | Tchéquia              |
| Rússia                | Suécia                | Suíça                 | Zimbábue              |
| --------------------- | --------------------- | --------------------- | --------------------- |

### Jogos
|  | 1ª fase 3-5 de abril    | 1ª fase 3-5 de abril         |                           |   | Quartas-de-finais 17-19 de julho | Quartas-de-finais 17-19 de julho |  |  | Semi-finais 25-27 de setembro | Semi-finais 25-27 de setembro |  |  | Final 4-6 de dezembro | Final 4-6 de dezembro |
|  |                         |                              |                           |   |                                  |                                  |  |  |                               |                               |  |  |                       |                       |
|  | Bratislava, Eslováquia  |                              |                           |   |                                  |                                  |  |  |                               |                               |  |  |                       |                       |
|  |                         |                              |                           |   |                                  |                                  |  |  |                               |                               |  |  |                       |                       |
|  | Suécia                  | 3                            |                           |   |                                  |                                  |  |  |                               |                               |  |  |                       |                       |
|  | Suécia                  | 3                            | Hamburgo, Alemanha        |   |                                  |                                  |  |  |                               |                               |  |  |                       |                       |
|  | Eslováquia              | 2                            |                           |   |                                  |                                  |  |  |                               |                               |  |  |                       |                       |
|  | Eslováquia              | 2                            | Suécia                    | 3 |                                  |                                  |  |  |                               |                               |  |  |                       |                       |
|  | Bremen, Alemanha        |                              | Suécia                    | 3 |                                  |                                  |  |  |                               |                               |  |  |                       |                       |
|  |                         | Alemanha                     | 2                         |   |                                  |                                  |  |  |                               |                               |  |  |                       |                       |
|  | Alemanha                | Alemanha                     | 2                         | 5 |                                  |                                  |  |  |                               |                               |  |  |                       |                       |
|  | Alemanha                |                              | Estocolmo, Suécia         | 5 |                                  |                                  |  |  |                               |                               |  |  |                       |                       |
|  | África do Sul           | 0                            |                           |   |                                  |                                  |  |  |                               |                               |  |  |                       |                       |
|  | África do Sul           | 0                            | Suécia                    | 4 |                                  |                                  |  |  |                               |                               |  |  |                       |                       |
|  | Porto Alegre, Brasil    |                              | Suécia                    | 4 |                                  |                                  |  |  |                               |                               |  |  |                       |                       |
|  |                         | Espanha                      | 1                         |   |                                  |                                  |  |  |                               |                               |  |  |                       |                       |
|  | Brasil                  | Espanha                      | 1                         | 2 |                                  |                                  |  |  |                               |                               |  |  |                       |                       |
|  | Brasil                  | Corunha, Espanha             |                           | 2 |                                  |                                  |  |  |                               |                               |  |  |                       |                       |
|  | Espanha                 | 3                            |                           |   |                                  |                                  |  |  |                               |                               |  |  |                       |                       |
|  | Espanha                 | 3                            | Espanha                   | 4 |                                  |                                  |  |  |                               |                               |  |  |                       |                       |
|  | Zurique, Suíça          |                              | Espanha                   | 4 |                                  |                                  |  |  |                               |                               |  |  |                       |                       |
|  |                         | Suíça                        | 1                         |   |                                  |                                  |  |  |                               |                               |  |  |                       |                       |
|  | Tchéquia                | Suíça                        | 1                         | 2 |                                  |                                  |  |  |                               |                               |  |  |                       |                       |
|  | Tchéquia                |                              | Milão, Itália             | 2 |                                  |                                  |  |  |                               |                               |  |  |                       |                       |
|  | Suíça                   | 3                            |                           |   |                                  |                                  |  |  |                               |                               |  |  |                       |                       |
|  | Suíça                   | 3                            | Suécia                    | 4 |                                  |                                  |  |  |                               |                               |  |  |                       |                       |
|  | Gênova, Itália          |                              | Suécia                    | 4 |                                  |                                  |  |  |                               |                               |  |  |                       |                       |
|  |                         | Itália                       | 1                         |   |                                  |                                  |  |  |                               |                               |  |  |                       |                       |
|  | Itália                  | Itália                       | 1                         | 4 |                                  |                                  |  |  |                               |                               |  |  |                       |                       |
|  | Itália                  | Prato, Itália                |                           | 4 |                                  |                                  |  |  |                               |                               |  |  |                       |                       |
|  | Índia                   | 1                            |                           |   |                                  |                                  |  |  |                               |                               |  |  |                       |                       |
|  | Índia                   | 1                            | Itália                    | 5 |                                  |                                  |  |  |                               |                               |  |  |                       |                       |
|  | Mildura, Austrália      |                              | Itália                    | 5 |                                  |                                  |  |  |                               |                               |  |  |                       |                       |
|  |                         | Zimbábue                     | 0                         |   |                                  |                                  |  |  |                               |                               |  |  |                       |                       |
|  | Zimbábue                | Zimbábue                     | 0                         | 3 |                                  |                                  |  |  |                               |                               |  |  |                       |                       |
|  | Zimbábue                |                              | Milwaukee, Estados Unidos | 3 |                                  |                                  |  |  |                               |                               |  |  |                       |                       |
|  | Austrália               | 2                            |                           |   |                                  |                                  |  |  |                               |                               |  |  |                       |                       |
|  | Austrália               | 2                            | Itália                    | 4 |                                  |                                  |  |  |                               |                               |  |  |                       |                       |
|  | Bruxelas, Bélgica       |                              | Itália                    | 4 |                                  |                                  |  |  |                               |                               |  |  |                       |                       |
|  |                         | Estados Unidos               | 1                         |   |                                  |                                  |  |  |                               |                               |  |  |                       |                       |
|  | Bélgica                 | Estados Unidos               | 1                         | 3 |                                  |                                  |  |  |                               |                               |  |  |                       |                       |
|  | Bélgica                 | Indianápolis, Estados Unidos |                           | 3 |                                  |                                  |  |  |                               |                               |  |  |                       |                       |
|  | Países Baixos           | 1                            |                           |   |                                  |                                  |  |  |                               |                               |  |  |                       |                       |
|  | Países Baixos           | 1                            | Bélgica                   | 1 |                                  |                                  |  |  |                               |                               |  |  |                       |                       |
|  | Atlanta, Estados Unidos |                              | Bélgica                   | 1 |                                  |                                  |  |  |                               |                               |  |  |                       |                       |
|  |                         | Estados Unidos               | 4                         |   |                                  |                                  |  |  |                               |                               |  |  |                       |                       |
|  | Rússia                  | Estados Unidos               | 4                         | 2 |                                  |                                  |  |  |                               |                               |  |  |                       |                       |
|  | Rússia                  |                              |                           | 2 |                                  |                                  |  |  |                               |                               |  |  |                       |                       |
|  | Estados Unidos          | 3                            |                           |   |                                  |                                  |  |  |                               |                               |  |  |                       |                       |
|  | Estados Unidos          | 3                            |                           |   |                                  |                                  |  |  |                               |                               |  |  |                       |                       |

### Final
| Itália 1 | Datch Forum di Assago, Milão, Itália 4 de dezembro - 6 de dezembro saibro indoor | Datch Forum di Assago, Milão, Itália 4 de dezembro - 6 de dezembro saibro indoor | Suécia 4 |      |     |     |   |            |
| \| \| \| \| 1 \| 2 \| 3 \| 4 \| 5 \| \| \| - \| \| ----------------------------------------------------------------- \| ---- \| ---- \| --- \| --- \| - \| ---------- \| \| 1 \| \| Andrea Gaudenzi Magnus Norman \| 7 69 \| 60 7 \| 6 4 \| 3 6 \| 6 \| retirou-se \| \| 2 \| \| Davide Sanguinetti Magnus Gustafsson \| 1 6 \| 4 6 \| 0 6 \| \| \| \| \| 3 \| \| Diego Nargiso / Davide Sanguinetti Jonas Björkman / Nicklas Kulti \| 6 7 \| 1 6 \| 3 6 \| \| \| \| \| 4 \| \| Gianluca Pozzi Magnus Gustafsson \| 4 6 \| 2 6 \| \| \| \| \| \| 5 \| \| Diego Nargiso Magnus Norman \| 6 2 \| 6 3 \| \| \| \| \| |                                                                                  |                                                                                  |          |      |     |     |   |            |
| |                                                                                  |                                                                                  | 1        | 2    | 3   | 4   | 5 |            |
| 1 | Itália · Suécia                                                                  | Andrea Gaudenzi Magnus Norman                                                    | 7 69     | 60 7 | 6 4 | 3 6 | 6 | retirou-se |
| 2 | Itália · Suécia                                                                  | Davide Sanguinetti Magnus Gustafsson                                             | 1 6      | 4 6  | 0 6 |     |   |            |
| 3 | Itália · Suécia                                                                  | Diego Nargiso / Davide Sanguinetti Jonas Björkman / Nicklas Kulti                | 6 7      | 1 6  | 3 6 |     |   |            |
| 4 | Itália · Suécia                                                                  | Gianluca Pozzi Magnus Gustafsson                                                 | 4 6      | 2 6  |     |     |   |            |
| 5 | Itália · Suécia                                                                  | Diego Nargiso Magnus Norman                                                      | 6 2      | 6 3  |     |     |   |            |

### Campeão
| Copa Davis de 1998       |
| ------------------------ |
| SUÉCIA Campeão 7º título |

## Grupos Regionais

### Repescagem
As partidas da repescagem aconteceram entre os dias 25 e 27 de setembro, entre os perdedores da 1ª rodada do Grupo Mundial e os vencedores do Grupo I.
| Local                    | Time local    | Placar | Visitante     |
| ------------------------ | ------------- | ------ | ------------- |
| Townsville, Austrália    | Austrália     | 5-0    | Uzbequistão   |
| Florianópolis, Brasil    | Brasil        | 3-0    | Romênia       |
| Praga, Rep. Tcheca       | Tchéquia      | 5-0    | África do Sul |
| Ramat Hasharon, Israel   | Israel        | 1-4    | França        |
| Nottingham, Reino Unido  | Reino Unido   | 3-2    | Índia         |
| Eindhoven, Países Baixos | Países Baixos | 5-0    | Equador       |
| Osaka, Japão             | Japão         | 2-3    | Rússia        |
| Buenos Aires, Argentina  | Argentina     | 2-3    | Eslováquia    |

### Zona das Américas
| Grupo I - Argentina - Bahamas - Canadá - Chile - Colômbia - Equador - México | Grupo II - Cuba - Guatemala - Haiti - Jamaica - Paraguai - Peru - Uruguai - Venezuela | Grupo III - Antígua e Barbuda - Bermuda - Bolívia - Costa Rica - El Salvador - Panamá - Porto Rico - República Dominicana | Grupo IV - Barbados - Caribe Ocidental - Honduras - Antilhas Neerlandesas - Santa Lúcia - Trinidad e Tobago - Ilhas Virgens Americanas |

### Zona da Ásia/Oceania
| Grupo I - Coreia do Sul - China - Indonésia - Japão - Líbano - Nova Zelândia - Uzbequistão | Grupo II - Taipé Chinês - Hong Kong - Irã - Oceania-Pacífico - Paquistão - Filipinas - Qatar - Tailândia | Grupo III - Arábia Saudita - Cazaquistão - Kuwait - Malásia - Singapura - Sri Lanka - Síria - Tadjiquistão | Grupo IV - Brunei - Bangladesh - Brunei - Emirados Árabes Unidos - Iraque - Jordânia - Omã |

### Zona da Europa/África
| Grupo I - Áustria - Croácia - Dinamarca - Finlândia - França - Reino Unido - Israel - Noruega - Romênia - Ucrânia | Grupo II - Bielorrússia - Bulgária - Costa do Marfim - Egito - Eslovênia - Geórgia - Hungria - Irlanda - Iugoslávia - Letônia - Luxemburgo - Mónaco - Marrocos - Polônia - Portugal - Senegal | Grupo III/A - Bósnia e Herzegovina - Chipre - Estônia - Gana - Grécia - Madagáscar - Quênia - Togo | Grupo III/B - Lituânia - Macedônia - Malta - Moldávia - Nigéria - São Marinho - Tunísia - Turquia | Grupo IV - Argélia - Armênia - Azerbaijão - Benim - Botsuana - Camarões - Djibuti - Etiópia - Islândia - Liechtenstein - Sudão - Uganda - Zâmbia |

## Ligações Externas
(em inglês) Site Oficial